# Кинчино
Ки́нчино — деревня в Белохолуницком районе Кировской области. Входит в состав Белохолуницкого городского поселения.

## География
Деревня находится на северо-востоке центральной части Кировской области, в юго-западной части Белохолуницкого района, на правом берегу реки Белая Холуница, на расстоянии 7 км к северо-западу от города Белая Холуница, административного центра района.. Абсолютная высота — 155 м над уровнем моря.

## История
Кинчино — один из самых старых населённых пунктов Белохолуницкого района. Временем его основания принято считать 1671 год, когда была построена Троицкая деревянная церковь. В 60-х годах XIX века в селе открылось церковно-приходское начальное училище, в 1909 году 
— библиотека. На начало XX века сельский приход включал в себя 39 селений, в которых суммарно проживало более 3 000 человек.

## Население
| 2010 |
| ---- |
| 3    |

### Половой состав
По данным всероссийской переписи 2010 года, в половой структуре населения мужчины составляли 100 %.